# Xylosma serratum
Xylosma serratum är en videväxtart som först beskrevs av Swartz, och fick sitt nu gällande namn av Carl Karl Wilhelm Leopold Krug och Urb.. Xylosma serratum ingår i släktet Xylosma och familjen videväxter. Inga underarter finns listade i Catalogue of Life.